# NGC 624
NGC 624 је спирална галаксија у сазвежђу Кит која се налази на NGC листи објеката дубоког неба.
Деклинација објекта је - 10° 0' 11" а ректасцензија 1h 35m 51,2s. Привидна величина (магнитуда) објекта NGC 624 износи 13,3 а фотографска магнитуда 14,1. NGC 624 је још познат и под ознакама MCG -2-5-10, IRAS 01333-1015, PGC 5932.